# Kettes szánkó a 2006. évi téli olimpiai játékokon
A 2006. évi téli olimpiai játékokon a szánkó kettes versenyszámát február 15-én rendezték Cesanában. Az aranyérmet az osztrák Andreas Linger–Wolfgang Linger-páros nyerte. A versenyszámban nem vettek részt magyar versenyzők.

## Eredmények
A verseny két futamból állt. A két futam időeredményének összessége határozta meg a végső sorrendet. Az időeredmények másodpercben értendők.
| Helyezés | Csapat                                                            | 1. futam      | 2. futam      | Összesítés |
| -------- | ----------------------------------------------------------------- | ------------- | ------------- | ---------- |
| Arany    | Ausztria (AUT)-1 · Andreas Linger · Wolfgang Linger               | 47,028        | 47,469        | 1:34,497   |
| Ezüst    | Németország (GER)-1 · Andre Florschuetz · Torsten Wustlich        | 47,141        | 47,666        | 1:34,807   |
| Bronz    | Olaszország (ITA)-1 · Oswald Haselrieder · Gerhard Plankensteiner | 47,236        | 47,694        | 1:34,930   |
| 4.       | Ausztria (AUT)-2 · Tobias Schiegl · Markus Schiegl                | 47,108        | 47,843        | 1:34,951   |
| 5.       | Olaszország (ITA)-2 · Patrick Gruber · Christian Oberstolz        | 47,620        | 47,336        | 1:34,956   |
| 6.       | Németország (GER)-2 · Patric Leitner · Alexander Resch            | 47,198        | 47,762        | 1:34,960   |
| 7.       | Lettország (LAT) · Andris Šics · Juris Šics                       | 47,353        | 47,761        | 1:35,114   |
| 8.       | Egyesült Államok (USA)-1 · Preston Griffal · Dan Joye             | 47,722        | 47,688        | 1:35,410   |
| 9.       | Kanada (CAN)-2 · Chris Moffat · Mike Moffat                       | 47,715        | 47,826        | 1:35,541   |
| 10.      | Kanada (CAN)-1 · Grant Albrecht · Eric Pothier                    | 47,478        | 48,083        | 1:35,561   |
| 11.      | Oroszország (RUS)-1 · Mihail Kuzmics · Jurij Veszelov             | 47,556        | 48,094        | 1:35,650   |
| 12.      | Japán (JPN) · Hajasibe Goró · Tosiro Maszaki                      | 48,067        | 47,793        | 1:35,860   |
| 13.      | Szlovákia (SVK) · Ľubomír Mick · Walter Marx                      | 48,412        | 47,857        | 1:36,269   |
| 14.      | Ukrajna (UKR)-1 · Andrij Kisz · Jurij Hajduk                      | 48,850        | 48,327        | 1:37,177   |
| 15.      | Románia (ROU)-2 · Eugen Radu · Marian Lazarescu                   | 49,526        | 48,357        | 1:37,883   |
| 16.      | Csehország (CZE) · Lukáš Brož · Antonín Brož                      | 49,415        | 48,697        | 1:38,112   |
| 17.      | Lengyelország (POL) · Krzysztof Lipiński · Marcin Piekarski       | 49,829        | 48,616        | 1:38,445   |
| 18.      | Románia (ROU)-1 · Cosmin Chetroiu · Ionuț Țăran                   | 48,625        | 50,968        | 1:39,593   |
| –        | Ukrajna (UKR)-2 · Oleh Zserebickij · Roman Jazvinszkij            | 50,897        | nem ért célba |            |
| –        | Egyesült Államok (USA)-2 · Mark Grimmette · Brian Martin          | nem ért célba | –             |            |
| –        | Oroszország (RUS)-2 · Vlagyimir Bojcov · Dmitrij Hamkin           | nem ért célba | –             |            |